# Alba Baptista
Alba Baptista, född 10 juli 1997 i Lissabon, är en portugisisk skådespelare.
Baptista har bland annat medverkat i TV-serierna Jogo Duplo (2017–2018) och Warrior Nun (2020–2022). Hon har även medverkat i filmen Mrs. Harris Goes to Paris från 2022.

## Filmografi (i urval)
- 2017–2018 – Jogo Duplo
- 2020–2022 – Warrior Nun
- 2022 – Mrs. Harris Goes to Paris